# Ascogrammitis cuencana
Ascogrammitis cuencana là một loài dương xỉ trong họ Polypodiaceae. Loài này được Hieron. Sundue mô tả khoa học đầu tiên năm 2010.